# Кубок Беларуси по футболу 2013/2014
Кубок Беларуси по футболу 2013/2014 годов — 23-й розыгрыш ежегодного клубного турнира, второго по значимости в стране. Финал Кубка состоялся 3 мая 2014 года на новом стадионе «Борисов-Арена». Обладателем трофея во 2-й раз стал солигорский «Шахтёр», обыгравший гродненский «Неман» со счётом 1:0.
Оба клуба получили право на участие во 2-м квалификационном раунде Лиги Европы 2014/15.

## 1/64 финала
На этой стадии приняли участие:
- 6 обладателей Кубков областей (КФК);
- 6 клубов Второй Лиги (Д3)[1].

Матчи состоялись 29 мая 2013 года.
| Хозяева                           | Счёт           | Гости                     |
| --------------------------------- | -------------- | ------------------------- |
| ФК Смолевичи (КФК)                | 1:3            | ФК Орша (Д3)              |
| АЛФ-Легеа (Минск) (КФК)           | 2:1            | Молодечно-2013 (Д3)       |
| ФК Вороново (КФК)                 | 0:9            | Неман (Мосты) (Д3)        |
| Гомельстекло (Костюковка) (КФК)   | 2:3            | Партизан-МТЗ (Минск) (Д3) |
| ФК Горки (КФК)                    | 2:2 (1:4 пен.) | ФК Жлобин (Д3)            |
| Западный (Большие Мотыкалы) (КФК) | 0:3            | ФК Кобрин (Д3)            |

## 1/32 финала
Жеребьёвка 1/32 финала состоялась в минском Доме футбола 30 мая.
Данную стадию пропускали 4 первые команды Первой лиги (Д2) на данный момент (ФК «Городея», «Волна» (Пинск), ФК «Слуцк» и ФК «Лида»); СКВИЧ (Минск), которому не хватило пары в 1/32 финала, а также все 12 команд Высшей лиги.
Все матчи состоялись 12 июня 2013 года.
| Хозяева                   | Счёт           | Гости                       |
| ------------------------- | -------------- | --------------------------- |
| АЛФ-Легеа (Минск)         | 1:11           | Ведрич-97 (Речица) (Д2)     |
| Партизан-МТЗ (Минск) (Д3) | -:+            | ФК Витебск (Д2)             |
| ФК Барановичи (Д3)        | 0:2            | Гомельжелдортранс (Д3)      |
| Ливадия (Дзержинск) (Д3)  | 0:5            | Гранит (Микашевичи) (Д2)    |
| ФК Осиповичи (Д3)         | 0:6            | Смолевичи-СТИ (Д2)          |
| Звезда-БГУ (Минск) (Д3)   | 1:0            | Химик (Светлогорск) (Д2)    |
| Неман (Мосты)             | 1:1 (2:3 пен.) | ФК Полоцк (Д2)              |
| АЛФ-2007 (Минск) (Д3)     | 0:3            | ФК Слоним (Д2)              |
| ФК Жлобин                 | 3:2            | Ислочь (Минский район) (Д2) |
| ФК Орша                   | 0:4            | ФК Сморгонь (Д2)            |
| ФК Кобрин                 | 0:3            | Берёза-2010 (Д2)            |

## 1/16 финала
На этой стадии приняли участие:
- 11 победителей 1/32 финала;
- 5 оставшихся клубов Первой лиги — СКВИЧ (Минск), Волна (Пинск), ФК Городея, ФК Лида, ФК Слуцк;
- 8 клубов Высшей Лиги (Д1).

Матчи состоялись 27 и 28 июля 2013 года.
| Хозяева             | Счёт | Гости                  |
| ------------------- | ---- | ---------------------- |
| Ведрич-97 (Речица)  | 0:3  | Неман (Гродно)         |
| ФК Слоним           | 0:3  | Динамо-Брест           |
| ФК Полоцк           | 2:1  | Волна (Пинск)          |
| Смолевичи-СТИ       | 1:3  | Белшина (Бобруйск)     |
| Гранит (Микашевичи) | 2:0  | Нафтан (Новополоцк)    |
| ФК Сморгонь         | 5:0  | ФК Лида                |
| Гомельжелдортранс   | 0:3  | ФК Слуцк               |
| Берёза-2010         | 0:3  | ФК Гомель              |
| ФК Витебск          | 2:3  | ФК Городея             |
| ФК Жлобин           | 0:4  | Славия-Мозырь          |
| Звезда-БГУ (Минск)  | 0:3  | Торпедо-БелАЗ (Жодино) |
| СКВИЧ (Минск)       | 0:3  | Днепр (Могилёв)        |

## 1/8 финала
Согласно регламенту, в 1/8 финала сразу попали 4 клуба, принимавшие участие в турнирах УЕФА — Динамо (Минск), ФК Минск, БАТЭ (Борисов), Шахтёр (Солигорск).
7 матчей состоялись 24 и 25 августа 2013 года, матч между ФК «Минск» и ФК «Полоцк» — 7 сентября 2013 года.
| Хозяева                | Счёт           | Гости               |
| ---------------------- | -------------- | ------------------- |
| ФК Минск               | 6:0            | ФК Полоцк           |
| ФК Городея             | 3:1            | Гранит (Микашевичи) |
| Белшина (Бобруйск)     | 2:0            | Динамо (Минск)      |
| Торпедо-БелАЗ (Жодино) | 2:2 (1:3 пен.) | Шахтёр (Солигорск)  |
| ФК Гомель              | 1:0            | Славия-Мозырь       |
| ФК Слуцк               | 0:1            | Днепр (Могилёв)     |
| БАТЭ (Борисов)         | 7:0            | ФК Сморгонь         |
| Неман (Гродно)         | 3:1            | Динамо-Брест        |

## 1/4 финала
Матчи состоялись 22 марта 2014 года. Встреча между ФК «Минск» и ФК «Городея» была проведена на искусственном поле ФК «Минск».
| Хозяева            | Счёт       | Гости              |
| ------------------ | ---------- | ------------------ |
| ФК Минск           | 3:1        | ФК Городея         |
| Шахтёр (Солигорск) | 3:1        | Белшина (Бобруйск) |
| ФК Гомель          | 1:2        | Днепр (Могилёв)    |
| Неман (Гродно)     | 2:1 (д.в.) | БАТЭ (Борисов)     |

## 1/2 финала
Матчи состоялись 15 апреля 2014 года.
| Хозяева         | Счёт       | Гости              |
| --------------- | ---------- | ------------------ |
| ФК Минск        | 1:3        | Неман (Гродно)     |
| Днепр (Могилёв) | 1:3 (д.в.) | Шахтёр (Солигорск) |

## Финал
| 3 мая 2014 | \| Неман (Гродно) \| 0:1 \| Шахтёр (Солигорск) \| \| \| Голы \| Старгородский 35′ \| | Борисов-Арена, Борисов Зрителей: 11 000 Судья: Сергей Цинкевич (Осиповичи) |
| Неман: Сулима, Ровнейко, Рыбак, Садовничий, Анюкевич, Легчилин (Ковалёнок, 82), Тарасов, Хачатурян, Денисевич (к) (Соловей, 66), Савицкий, Карлсон (Зубович, 54). Тренер: Сергей Солодовников Шахтёр: Котенко, Матвейчик, Янушкевич, Кашевский, Юревич (к), Баланович, Старгородский (Галюза, 56), Леончик, Осипенко (Кузьменок, 84), Гурули (Риос, 64), Януш. Тренер: Сергей Боровский ПРЕДУПРЕЖДЕНИЯ: Ровнейко (42), Соловей (75), Рыбак (85) - Леончик (45+1), Галюза (67). |                                                                                      |                                                                            |
| Неман (Гродно) | 0:1                                                                                  | Шахтёр (Солигорск)                                                         |
| | Голы                                                                                 | Старгородский 35′                                                          |

| Обладатель Кубка Беларуси 2013/14 |
| --------------------------------- |
| Шахтёр (Солигорск) Второй кубок   |